# 피터 맨스필드
피터 맨스필드 경(영어: Sir Peter Mansfield, FRS, 1933년 10월 9일 ~ 2017년 2월 8일)은 영국의 물리학자이다. 2003년에 자기공명영상을 개발, 연구한 공로로 폴 라우터버와 함께 노벨 생리학·의학상을 수상했다.

## 수상 경력
- 2003년 : 노벨 생리학·의학상

## 회원
- 1987년 : 왕립학회 회원 선출[1]